# WikiEducator
WikiEducator（ウィキエデュケーター）は教材開発の国際的なオンライン・プロジェクトである。事業は2006年に立ち上げ、提供する教材は教育者が制限なく無料で再利用、改造、共有することができる。非営利団体のオープン・エデュケーション・リソース財団（OER＝英: Open Education Resource Foundation）の支援を受けてきた。利用者に向けて多種類の教材を用意し、授業プランや全科で使える教材そのものに限らず、教育支援用の素材や、学校単位のポータル、また資金調達の相談窓口が設けてある。
無料の教育カリキュラムの普及の場となるグローバルなコミュニティの構築に道を開き、2015年には無料教材の設計と開発から提供に集中できるプラットフォームを公開した。プロジェクトの主な担い手はMediaWikiはじめフリーソフトウェア技術を活用する能力育成団体や教育機関などで、活動の趣旨は無料コンテンツの開発、コミュニティのネットワーク確立と協働を促し、新たな技術の育成としている。

## 沿革
ウェイン・マッキントッシュ（英: Wayne Mackintosh）は2006年2月13日にデスクトップPCでWikiEducatorのプロトタイプを製作し最初の編集を行った。ドメイン名はその前日の2月12日にニュージーランドで登録している。コモンウェルス・オブ・ラーニング（頭字語：COL）から経済的な支援を受けると同年4月、プロトタイプをホストサーバーに移行した。COLはプロジェクトのリーダーシップを執ると資金調達を進め、デスクトップ版WikiEducatorについてヒューレット財団から10万ドルの助成金を取り付けた。
3年を経た2009年7月1日にWikiEducatorは自立し、ダニーデン（ニュージーランド）にある高等教育機関オタゴ・ポリテクニックのオープン教育国際センターに新たな本部を置いた。その後もCOLの資金援助は続いている。それと並行して、WikiEducatorコミュニティ評議会は同コミュニティの技術と運営のインフラストラクチャ保全に関する方針を承認し、実務をオープン・エデュケーション・リソース財団に委託した。

## 参加者講習
WikEducatorの講習プログラムは「ラーニング・フォー・コンテント」（Learning4Content、略号L4C）と称する。この取り組みの下、WikiEducatorのプロジェクトは対面式やオンラインでウィキ技能やOER開発講習を無料で実施してきた。参加者はウィキ上で教材開発にあたると誓約し、見返りにWikiEducatorのコミュニティの一員となり自発的に編集スキルを取得したり、OER開発のピアベースモデルを体験し、参加者は相互に知恵や労力をやり取りする。また新規参加者にはL4Cの取り組みによりスキルを身につけたという〈ウィキマスター〉認証制度を設けた。

## 表彰
この団体は模範的なオープン教材（OER）の実践を評価され、2008年にマーロット・アフリカ・ネットワーク（MERLOT Africa Network）から賞を贈られた。